# Indie na Zimowych Igrzyskach Olimpijskich 1964
Indie na Zimowych Igrzyskach Olimpijskich 1964 w Innsbrucku – reprezentował jeden zawodnik, Jeremy Bujakowski, który wystartował w narciarstwie alpejskim.
Był to pierwszy w historii start Indii na zimowych igrzyskach olimpijskich.

## Kadra

### Narciarstwo alpejskie

#### Mężczyźni
| Zawodnik          | Konkurencja            | Konkurencja            | Konkurencja   | Konkurencja   | Konkurencja         | Konkurencja         | Konkurencja      | Konkurencja      |
| Zawodnik          | Zjazd                  | Zjazd                  | Slalom gigant | Slalom gigant | Slalom specjalny    | Slalom specjalny    | Slalom specjalny | Slalom specjalny |
| Zawodnik          | Czas                   | Pozycja                | Czas          | Pozycje       | Czas 1-go przejazdu | Czas 2-go przejazdu | Czas łączny      | Pozycja          |
| ----------------- | ---------------------- | ---------------------- | ------------- | ------------- | ------------------- | ------------------- | ---------------- | ---------------- |
| Jeremy Bujakowski | Nie ukończył przejazdu | Nie ukończył przejazdu |               |               |                     |                     |                  |                  |